# Pristimantis degener
Pristimantis degener es una especie de anfibio anuro de la familia Craugastoridae.

## Distribución
Esta especie habita entre los 830 y 1 200 m de altitud:
- en la provincia de Esmeraldas en Ecuador;
- en el departamento de Nariño en Colombia.[4]

## Descripción
El iris de estas ranas es anaranjado. Los machos miden 22.2 mm y las hembras de 31.0 a 32.7 mm.

## Publicación original
- Lynch & Duellman, 1997 : Frogs of the genus Eleutherodactylus (Leptodactylidae) in western Ecuador: systematics, ecology, and biogeography. Special Publication, Natural History Museum, University of Kansas, n.º 23, p. 1-236[5]